# Vício Inerente
Vício Inerente es el segundo álbum de estudio de la cantautora brasileña Marina Sena, lanzado el 27 de abril de 2023 a través de Sony Music Brasil. El álbum contiene 12 temas escritos por Marina Sena en colaboración con el productor Iuri Rio Branco y tiene cuatro sencillos, "Tudo Pra Amar Você", "Olho no Gato", "Que Tal" y "Dano Sarrada". El álbum tiene un sonido pop, con influencias de música popular brasileña, música experimental, trap y R&B, además de rap y hip hop en el tema "Que Tal", en sociedad con el rapero paulista Fleezus.
Las artes de portada y visuales del álbum fueron dirigidas por Miguel F. Mello y presentaron al cantante en una atmósfera futurista, con referencia a la ciudad de São Paulo, conocida como "selva de piedras". Según Sena, las visuales buscan representar "una niña que dejó el campo y se fue a vivir a la capital", en referencia al traslado de la cantante de Minas Gerais a la capital paulista como resultado de su ascenso profesional. A diferencia de las visuales urbanas, las artes también traen elementos ligados al mar, como la concha, que, según Marina, hace referencia a “un anhelo, algo de querer escuchar la naturaleza, el mar”.

## Lista de canciones
Todas las canciones escritas y compuestas por Marina Sena e Iuri Rio Branco. Todos los temas son producidos por Iuri Rio Branco.. 
| Vício Inerente |                         |          |  |
| N.º            | Título                  | Duración |  |
| 1.             | «Dano Sarrada»          | 3:24     |  |
| 2.             | «Olho no Gato»          | 3:39     |  |
| 3.             | «Tudo Pra Amar Você»    | 2:55     |  |
| 4.             | «Tudo Seu»              | 3:32     |  |
| 5.             | «Mande Um Sinal»        | 4:39     |  |
| 6.             | «Me Ganhar»             | 3:54     |  |
| 7.             | «Que Tal» (con Fleezus) | 3:10     |  |
| 8.             | «Meu Paraíso Sou Eu»    | 1:57     |  |
| 9.             | «Partiu Capoeira»       | 3:53     |  |
| 10.            | «Mais de Mil»           | 3:54     |  |
| 11.            | «Sonho Bom»             | 3:50     |  |
| 12.            | «Pra Ficar Comigo»      | 4:12     |  |
| 43:05          |                         |          |  |